# Neorhacodes
Neorhacodes är ett släkte av steklar som beskrevs av Hans Hedicke 1922. Neorhacodes ingår i familjen brokparasitsteklar.
Kladogram enligt Catalogue of Life och Dyntaxa:
| Neorhacodes | \| \| Neorhacodes brevicauda \| \| \| \| \| \| Neorhacodes enslini \| \| \| \| \| \| Neorhacodes longicauda \| \| \| \| |
|             | \| \| Neorhacodes brevicauda \| \| \| \| \| \| Neorhacodes enslini \| \| \| \| \| \| Neorhacodes longicauda \| \| \| \| |
|             | Neorhacodes brevicauda                                                                                                  |
|             | |
|             | Neorhacodes enslini |
|             | |
|             | Neorhacodes longicauda                                                                                                  |
|             | |